# Confrontos entre Chapecoense e Joinville no futebol
Chapecoense versus Joinville é um clássico de futebol catarinense, que envolve as equipes do Associação Chapecoense de Futebol e da Joinville Esporte Clube. Este é reconhecidamente um dos grandes clássicos de Santa Catarina.

## História
A Chapecoense e o Joinville já se enfrentaram 176 vezes na história, foram 49 vitórias da Chapecoense, 61 empates e 65 vitórias do Joinville. a Chapecoense Marcou 191 gols e o Joinville marcou 234 gols. No total, já disputaram três finais estaduais, sendo a Chapecoense campeã das edições de 1996 e 2016 do Campeonato Catarinense de Futebol e o Joinville vencedor da edição de 2021 da Recopa Catarinense.
Em 1978, o Avaí ficou tão irritado com um pênalti marcado a favor do Joinville, que decidiu abandonar o Campeonato Catarinense. O artigo 50 do regulamento do torneio, que tratava do assunto, não esclarecia o que aconteceria com os pontos das partidas que o Leão ainda iria disputar. O JEC terminou em primeiro, porém, a Chapecoense considerou os pontos ganhou do jogo que não teve contra o Avaí e também se proclamou campeã. O caso foi acabar no Superior Tribunal de Justiça Desportiva (STJD). Depois de quatro meses de disputa o advogado Waldomiro Falcão conseguiu levar o título para o Tricolor do Norte.
Em 1996, a véspera da final, marcada para o dia 13 de julho, o Joinville ficou hospedado em um hotel que ficava bem no centro da cidade de Chapecó. Durante a noite, um grupo de torcedores da Chapecoense ficou soltando fogos perto do hotel. A polícia foi chamada, dava uma volta próximo do local e, quando ia embora, os fogos retornavam. Assim seguiu durante toda a madrugada. Na manhã seguinte, o então presidente do Joinville, Vilson Florêncio, decidiu deixar Chapecó e não ir a campo, pelas condições emocionais do time e por temer pela segurança física dos seus atletas. O árbitro Dalmo Bozzano, então, declarou a Chapecoense vencedora por W.O. O Joinville recorreu da decisão do árbitro e pediu um novo jogo, em campo neutro. Depois de batalhas judiciais, uma nova decisão foi marcada para o dia 18 de dezembro. No entanto, o duelo ocorreu no Oeste do Estado. A Chape havia perdido o primeiro jogo por 2 a 0 e precisava vencer para levar a decisão para a prorrogação. Fez 1 a 0 no tempo normal, com Marquito, e chegou aos 2 a 0 na prorrogação, com Gilmar Fontana, e ficou com a taça.

## Goleadas
As maiores goleadas nos clássicos entre Chapecoense e Joinville aconteceram a âmbito estadual. O Joinville aplicou um 5 a 1 na Copa Santa Catarina de 2023, na Arena Joinville. A Chapecoense goleou o Joinville por 4x1 na Arena Condá no estadual de 2012.

## Confrontos em competições nacionais

### Campeonato Brasileiro
Série A
| Data                | Estádio         | Casa        | Visitante   | Placar | Gols (casa)                  | Gols (visitante) |
| ------------------- | --------------- | ----------- | ----------- | ------ | ---------------------------- | ---------------- |
| 03 de maio 1978     | Arena Condá     | Chapecoense | Joinville   | 1–1    | Wilsinho 41'                 | Sávio 84'        |
| 03 de junho 2015    | Arena Condá     | Chapecoense | Joinville   | 2–0    | Ananias 11', Bruno Silva 29' |                  |
| 10 de setembro 2015 | Arena Joinville | Joinville   | Chapecoense | 0–0    |                              |                  |

Série B
| Data               | Estádio         | Casa        | Visitante   | Placar | Gols (casa)                        | Gols (visitante)             |
| ------------------ | --------------- | ----------- | ----------- | ------ | ---------------------------------- | ---------------------------- |
| 13 de julho 2013   | Arena Joinville | Joinville   | Chapecoense | 2–2    | Ricardinho 25', Lima 37'           | Bruno Rangel 66', Soares 80' |
| 05 de outubro 2013 | Arena Condá     | Chapecoense | Joinville   | 2–1    | Bruno Rangel 73', Bruno Rangel 89' | Eduardo 47'                  |

Série C
| Data                | Estádio         | Casa        | Visitante   | Placar | Gols (casa)                                     | Gols (visitante)             |
| ------------------- | --------------- | ----------- | ----------- | ------ | ----------------------------------------------- | ---------------------------- |
| 31 de julho 2011    | Arena Joinville | Joinville   | Chapecoense | 2–1    | Pedro Paulo 55', Ronaldo Capixaba 56'           | Neilson 47'                  |
| 04 de setembro 2011 | Arena Condá     | Chapecoense | Joinville   | 0–2    |                                                 | Bruno Rangel 64', Aldair 90' |
| 04 de setembro 2011 | Arena Condá     | Chapecoense | Joinville   | 1–1    | Neném 06'                                       | Ronaldo Capixaba 16'         |
| 23 de outubro 2011  | Arena Joinville | Joinville   | Chapecoense | 3–2    | Ronaldo Capixaba 18', Pedro Paulo 68', Lima 86' | Neném 28', Kleber Goiano 59' |